# دروخه‌هام
دروگهام (به هلندی: Drogeham) یک منطقهٔ مسکونی در هلند است که در آخت‌کارسپیلن واقع شده‌است. دروگهام ۱٬۷۰۰ نفر جمعیت دارد.